# Inge Becker-Schrader

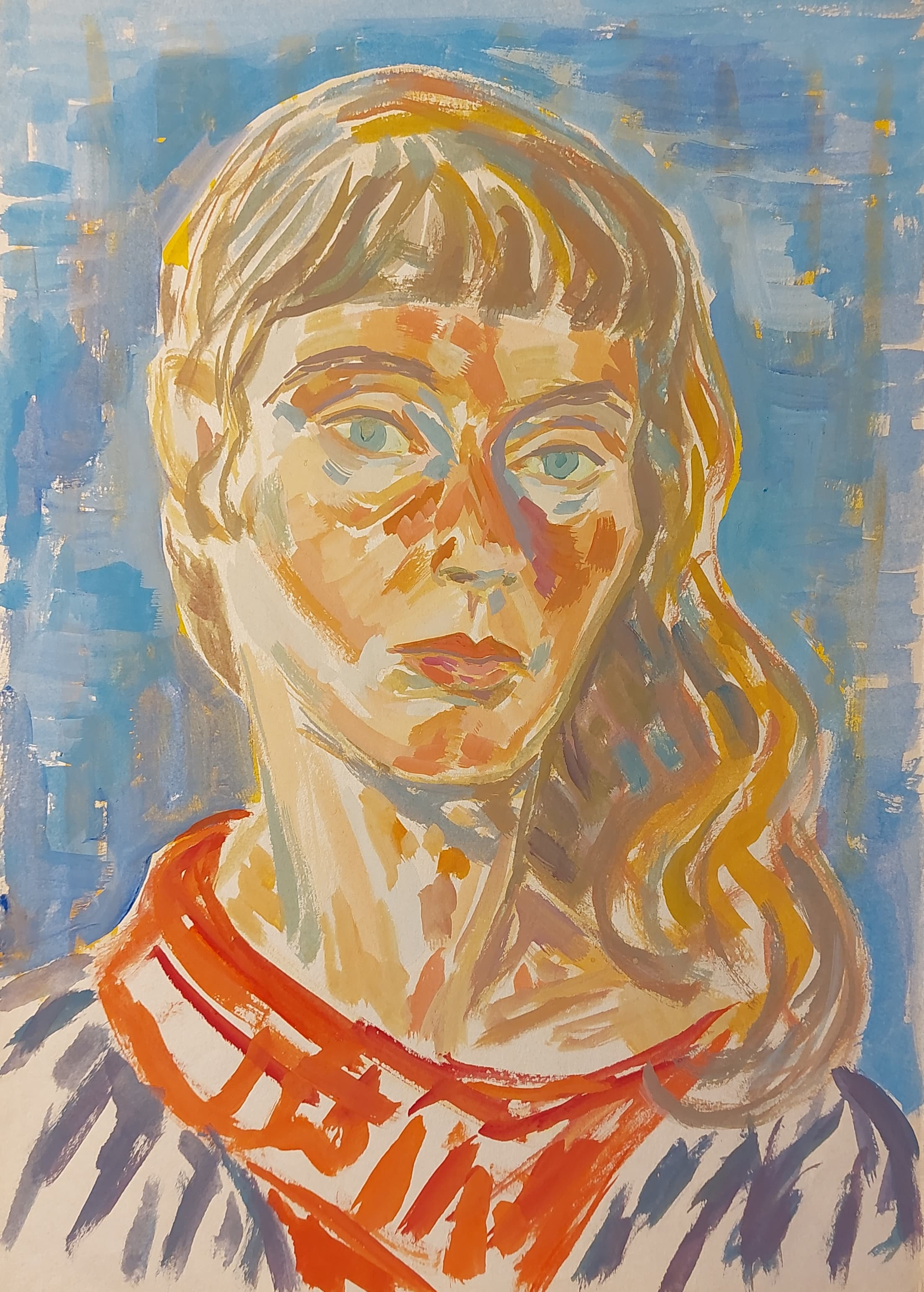
Inge Becker-Schrader: Selbstbildnis, um 1959

Inge Becker-Schrader, geborene Becker (* 1. April 1921 in Berlin; † 3. Januar 2003 in Potsdam), war eine deutsche Malerin und Grafikerin. Becker-Schrader vollzog nur sehr behutsam eine Hinwendung zu abstrakten Formen und arbeitete nie vollkommen ungegenständlich. Zeitlebens orientierte sie sich kaum an Vorbildern und nicht an zeitgenössischen Kunstströmungen.

## Leben und Wirken
Inge Becker-Schrader war das Kind der Bildhauerin Louise Stomps und des Bauingenieurs Hans Becker. Nach der Scheidung ihrer Eltern im Jahre 1927 verwendete sie als Künstlerin den Namen Inge Becker-Stomps. Ab Ende des Zweiten Weltkriegs monogrammierte sie mit I. B.-Stomps und noch häufiger mit IBES. Diese Signatur behielt sie auch nach Änderung ihres Namens auf Becker-Schrader im Jahr 1958 bei.

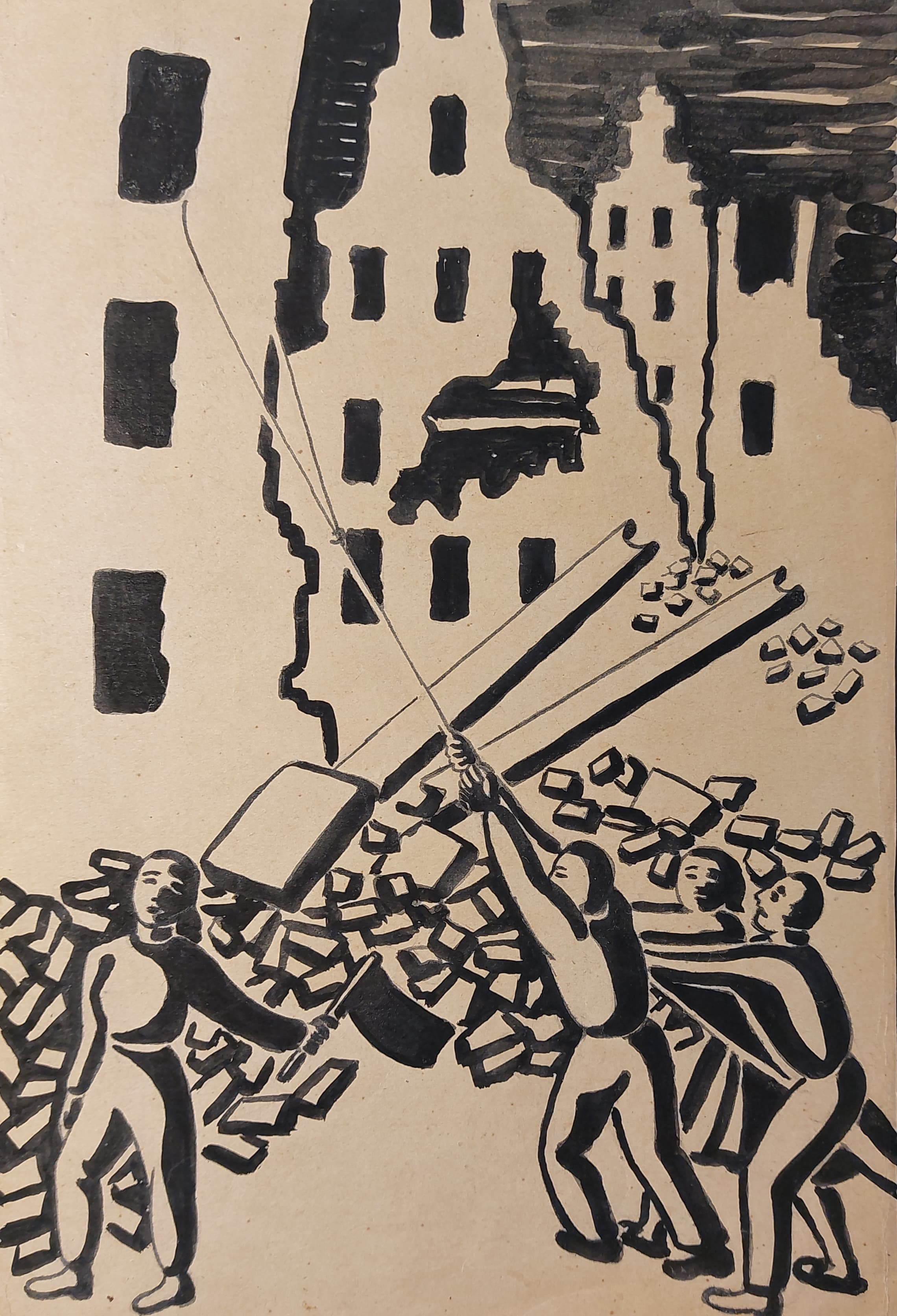
Kriegszerstörungen und Abrissarbeiten in Berlin 1945, Tuschzeichnung, 31 × 21,5 cm

Ihre künstlerische Ausbildung begann sie 1941, im Alter von zwanzig Jahren, an der 1939 von den Nationalsozialisten gleichgeschalteten „Staatlichen Hochschule für bildende Künste“ in Berlin, seit 1939 Nachfolgeinstitution der Vereinigten Staatsschulen für freie und angewandte Kunst. Sie wollte malen, lehnte aber die nationalsozialistische Ideologie und den Krieg entschieden ab. Sie weigerte sich, im Sinne der Machthaber zu arbeiten und entzog sich zugleich dem Einfluss der internationalen zeitgenössischen Kunst, zu der während ihrer Ausbildung kein Kontakt möglich war. Mit dem Studienfach Gebrauchsgrafik entschied sie sich für ein eher „unpolitisches“ Studienfach und war damit weniger der Forderung nach „nationalsozialistischer Kunst“ ausgesetzt. So blieb Becker-Schrader künstlerisch eigenständig und unabhängig, verlor zugleich allerdings im weiteren Verlauf den lebendigen Kontakt und Austausch mit der aktuellen Kunstszene.
Nach Kriegszerstörung der Berliner Wohnung lebte sie in den letzten Kriegsjahren in Caputh bei Potsdam, wo 1945 ihr Sohn Peter geboren wurde. Der Vater des Kindes, Jürgen Schrader, wurde in den letzten Kriegstagen als vermisst gemeldet und kehrte nicht von der Ostfront zurück. Aus den Jahren vor 1945 sind keine erhaltenen Arbeiten bekannt, da Inge Becker durch die Bombenangriffe auf Berlin alles verloren hatte.
Aus der unmittelbaren Nachkriegszeit gibt es zahlreiche Bilder, welche die Zerstörungen und die Tristesse dieser Zeit illustrieren und dokumentieren. Zirkus und Rummelplatz boten Zerstreuung in diesen Jahren und waren häufige Sujets ihrer Bilder. Weitere Themen waren Landschafts- und Gartenbilder.
Inge Becker-Schrader zog Mitte der 1950er Jahre zu ihrem Onkel Victor Otto Stomps nach Stierstadt, seit 1972 Stadtteil von Oberursel (Taunus). Dieser hatte dort Ende der 1940er Jahre den kleinen Literatur- und Kunstverlag Eremiten-Presse aufgebaut; Becker-Schrader trug im Laufe der Zeit zu zahlreichen Publikationen Zeichnungen, Grafiken und Karikaturen bei.
Hervorstechend in ihrer Arbeit sind zahlreiche Selbstporträts und Tierbilder. In der Zeit in Stierstadt im „Schloss Sanssouris“ sind viele Porträts und Porträtskizzen von Künstlern entstanden, die dort ein- und ausgingen. Zu ihnen gehören Persönlichkeiten wie Christoph Meckel, Jean Gebser, Arnold Zweig, Lothar Klünner, Ernst Meister , Walther G. Oschilewski, Horst Bingel und Günter Bruno Fuchs. Eine ihrer Zeichnungen aus dieser Zeit, die 1958 in der Frankfurter Studentenzeitung Diskurs abgedruckt wurde, zeigt die Künstlerin im „Schloss Sanssouris“ im Gespräch mit V. O. Stomps, André Stavenhagen und Horst Bingel.
Inge Becker-Schrader starb am 3. Januar 2003 im Alter von 81 Jahren in Potsdam.